# Feather Boy
Feather Boy es una serie de televisión británica que consta de seis episodios, basada en la novela homónima del autor Nicky Singer, la que fue publicada en  2002 por HarperCollins. El primer episodio se estrenó el 16 de marzo de 2004 en la cadena CBBC. Está protagonizada por Thomas Brodie-Sangster, Sheila Hancock, Aaron Taylor-Johnson, Daisy Head y Dorian Healy.

## Sinopsis
Robert Nobel  (Thomas Brodie-Sangster) es un niño tímido de 12 años que sufre de bullying en la escuela y está molesto por el reciente divorcio de sus padres, quien consigue crear una nueva perspectiva esperanzadora a su vida cuando se hace amigo de una extraña señora (Sheila Hancock) en una casa de retiro y se embarca en una aventura fantástica.

## Reparto
- Thomas Brodie-Sangster – Robert Nobel
- Sheila Hancock – Edith Sorrel
- Aaron Taylor-Johnson – Jonathan Niker
- Daisy Head – Kate Barber
- Dorian Healy – Nigel Nobel

- Datos: Q27058163